# Beni Khiar
Beni Khiar (àrab: بني خيار, Banī Ḫyār) és una ciutat de Tunísia, situada uns 5 km a l'est de Nabeul, a la governació homònima. És capçalera d'una delegació amb 35.580 habitants. La ciutat és el port pesquer de Nabeul i concentra avui dia a la major part de la població de la delegació. La resta viu en petits nuclis dispersos, llevat de la ciutat d'El Mâamoura, constituïda en municipi per decret del 3 de maig de 1966, que té una població de 5.275 habitants.

## Economia
La ciutat té nombrosos comerços que atreuen els turistes que s'hostatgen a Hammamet. El turisme de Beni Khair és majoritàriament local o d'Algèria.
Les especialitats artesanals locals són productes de llana i altres teixits.

## Administració
És el centre de la delegació o mutamadiyya homònima, amb codi geogràfic 15 53 (ISO 3166-2:TN-12), dividida en cinc sectors o imades:
- Beni Khiar (15 53 51)
- Diar Ben Salem (15 53 52)
- El Mâamoura (15 53 53)
- Somâa (15 53 54)
- Halfa (15 53 55)

Al mateix temps, forma una municipalitat o baladiyya (codi geogràfic 15 13).